# Garay András
Garay András (Pécs, 1926. május 20. – College Station, Texas, 2005. október 10.) magyar–amerikai biofizikus, biokémikus, molekuláris biológus, növényfiziológus, egyetemi tanár, a biológiai tudományok doktora, a Magyar Tudományos Akadémia rendes tagja. Fő kutatási területe az élő anyag molekuláris aszimmetriájának, e jelenség eredetének és evolúciós szerepének vizsgálata volt.

## Életútja
Eötvös-kollégistaként végezte felsőfokú tanulmányait a budapesti Pázmány Péter Tudományegyetemen, de a Vigilia és a Válasz Körben való részvétele miatt a fordulat évében, 1948-ban kizárták a kollégiumból. Biológia–kémia szakos középiskolai tanári képesítését 1949-ben, bölcsészdoktori oklevelét 1950-ben szerezte meg. A kutató- és oktatómunkát az egyetemi növényélettani intézetben kezdte meg 1949-ben, Gimesi Nándor tanársegédeként. Miután a darwinizmus és a mendeli genetika megállapításait tagadó liszenkói tanok oktatását elutasította, 1951-ben kizárták az egyetemi oktatók sorából. 1951–1952-ben a székkutasi Gyapottermesztési Kutatóintézetben dolgozott. 1952-ben az újjászervezett budapesti Gyógynövénykutató Intézet munkatársává nevezték ki, 1957-től a fertődi Növénynemesítési és Növénytermesztési Kutatóintézet alkalmazásában állt mint tudományos főmunkatárs, 1963 után pedig mint a biokémiai laboratórium vezetője. 1968-tól Straub F. Brunó meghívására tudományos főmunkatársként, 1969-től címzetes egyetemi tanári címmel oktatott a szegedi József Attila Tudományegyetem növény-szervezettani és növényélettani tanszékén. 1971-től 1973-ig az MTA Szegedi Biológiai Központban (MTA SZBK) tudományos tanácsadói címmel, a Növényélettani Intézet igazgatóhelyetteseként végezte a kutatómunkát. 1973-tól 1975-ig az MTA SZBK Biofizikai Intézetében folyó tudományos munkát irányította intézeti igazgatóként.
A hatóságok zaklatása elől (egyebek mellett a belső elhárítás informátornak is megpróbálta beszervezni) 1975-ben az Amerikai Egyesült Államokba távozott. 1976-tól 1994-ig a Texasi Mezőgazdasági és Műszaki Egyetem (TAMU) biokémiai és biofizikai tanszékének professzora volt, egyidejűleg 1968–1969-ben a Kairói Egyetemen, 1986–1987-ben a franciaországi Roueni Egyetemen is oktatott vendégtanárként. 1994-től haláláig a TAMU professor emeritusa volt.
Az 1990-es fordulatot követően sem költözött vissza Magyarországra, az Amerikai Egyesült Államokban hunyt el. Végakaratának megfelelően hamvait hazaszállították, és a pécsi családi kriptában helyezték örök nyugalomra.

## Munkássága
Pályája első szakaszában a növényi fejlődésélettan és morfológia biokémiai alapjait, a növényi növekedés molekuláris szintű, hormonális szabályozását, az auxinok virágzás-élettani hatásmechanizmusát vizsgálta a fotoperiodizmussal összefüggésben. E korai stúdiumok során merült fel benne a kérdés, hogyan és miért halad az élő anyag evolúciója során a fokozódó komplexitás irányába. Hogy e kérdéskör vizsgálatába szélesebb alapokra támaszkodva vághasson bele, az 1950-es évek során továbbképezte magát a fizika és a matematika területén (kvantummechanika, csoportelmélet stb.). Az 1950-es évek második felében vált elfogadottá a fizikában a paritássértés elve, mely szerint noha az elemi részecskék közötti erős kölcsönhatásban is megmarad a rendszerre jellemző tükrözési szimmetria (paritás), addig a gyenge kölcsönhatások az anyagban aszimmetrikus (paritássértő) végállapotokat eredményeznek. Ezt a tézist adaptálta Garay biológiai körülményekre, és kialakította munkahipotézisét, mely szerint az élő anyag szerveződésében és evolúciójában is szerepe lehet a molekulák közötti szupergyenge kölcsönhatásoknak. Pályája későbbi szakaszában ennek a hipotézisnek a bizonyítását kereste, fő kutatási területe az élő anyag molekuláris aszimmetriája (kiralitása) és annak eredete, valamint evolúciós szerepe volt. Életműve ugyan nem adott megnyugtató magyarázatot a biológiai molekulák aszimmetriájának kérdésére, de vizsgálatai során többek között kimutatta, hogy az élő szervezetek balkezes (–1-es kiralitású) és jobbkezes (+1) molekulái eltérően reagálnak az atommagból kilépő nagyenergiájú elektronokra. Megállapította, hogy az evolúció időnyila (időiránya) a komplexitás, a növekvő entrópia felé tart, és ez összhangban van a szupergyenge kölcsönhatások előidézte molekuláris paritás- és töltésszimmetria-sértéssel.
Emellett behatóan foglalkozott az optikai cirkuláris dikroizmus jelenségével is, amelynek során a lineárisan polarizált fény egy optikailag aktív anyagban jobbra és balra cirkulárisan polarizált sugarakra válik szét.

### Szervezeti tagságai és elismerései
1973-ban megválasztották a Magyar Tudományos Akadémia levelező tagjának, azonban miután 1975-ben elhagyta az országot és az Amerikai Egyesült Államokban telepedett le, „illegális külföldi tartózkodás” miatt 1976-ban kizárták az akadémikusok sorából. 1990-ben ezt az elnöki határozatot semmisnek nyilvánították, levelező tagságát rehabilitálták, majd 1993-ban a rendes tagok sorába választották. Az 1970-es években tagja volt a Szegedi Akadémiai Bizottságnak.

### Főbb művei
- Virágtalanok X.: Az anyarozs. Budapest: Akadémiai ny. 1960.   (Békésy Miklóssal)
- Origin and role of optical isomery in life.  Nature,  219. sz. (1968)   338–340. o.
- On the role of molecular chirality in biological electron transport and luminescence.  Life Sciences,  X. évf.  24. sz. (1971)   1393–1398. o.
- Comments on the time direction of biological evolution.  Acta Botanica Hungarica,   (1974)
- Neutral currents in weak interactions and molecular asymmetry.  Journal of Molecular Evolution,  VI. évf.  2. sz. (1975)   77–89. o. (Hraskó Péterrel)
- Superweak interactions and the biological time direction.  Origins of Life and Evolution of Biospheres,  IX. évf.  1. sz. (1978)   1–5. o.
- Broken symmetries in physics and their relevance in chemistry and biology. In  Origins of optical activity in nature. Ed. by D. C. Walker. New York: Elsevier. 1979.   245–257. o.
- Differential interactions of beta particles with liquid enantiomers and internal timing of chiral molecules.  Biosystems,  XX. évf.  1. sz. (1987)   63–74. o.
- Theoretical and experimental studies on the possibility of chirality dependent time direction in molecules. In  Chemical evolution: Oirigin of life. Ed. by C. Ponnamperuna. Hampton: Deepak. 1993.   165–180. o.

## Emlékezete
- Az Egymásért vagyunk című, 2020-ban megjelent tudománytörténeti összeállításban munkásságára történő visszatekintés jelenik meg.[1]